# 1965年5月30日日食
1965年5月30日日食是一次日全食，發生於1965年5月30日（東半球為5月31日）。新月當天（即朔日），地球上觀測到月球和太阳的角距離極小，此時月球如果恰好在月球交點附近，穿過太阳和地球之間，與地球、太阳接近一直線，則會出現日食。月球本影接觸地表而使該區域完全得不到陽光，就會形成日全食，同時在本影兩側數千公里的半影範圍內遮擋部分陽光，形成日偏食。此次日全食經過了新西兰、库克群岛、法屬玻里尼西亞、秘鲁，日偏食則覆蓋了中美洲大部、南美洲西北部和太平洋中南部的廣大地區。

## 日食概況

### 出現區域
塔斯曼海東部、新西兰北島北地半島西南約220公里的海域在5月31日日出時最先看到日全食，隨後月球本影向東北劃過北地半島，跨越國際日期變更線，覆蓋了新西兰領地库克群岛（今已成為新西兰聯繫邦）和法屬玻里尼西亞的部分島嶼後在馬克薩斯群島東北約900公里的洋面達到最大食分。此後本影繼續劃過很長的洋面，逐漸轉向東南移動，最終在5月30日日落時分接觸秘鲁沿岸一小部分後隨即離開地表。
本次月球本影覆蓋範圍內絕大部分也都是海洋。除部分島嶼外，本次全食帶內的陸地僅有本影即將離開地表時在秘鲁劃過的不足150公里。本影經過的陸地依次包括：
- 新西兰：自西南向東北斜貫北地大區西北部；
- 庫克群島：馬努瓦埃環礁；
- 法屬玻里尼西亞：背風群島中的馬努瓦埃環礁和莫圖奧內環礁；
- 秘魯：擦過拉利伯塔德大區南端後劃過安卡什大區的一段並結束。[3][4]

除了狹窄的全食帶內能看見日全食之外，月球半影覆蓋範圍內都能看到日偏食，包括澳大利亚東部、美拉尼西亚島群東部、密克羅尼西亞島群東南部、玻里尼西亞島群絕大部分（其中夏威夷群島僅包括卡胡拉威島、茂宜島中南部、夏威夷島）、中美洲大陸部分及大安的列斯群岛、哥伦比亚、委內瑞拉除東部邊境外的大部、厄瓜多尔、秘鲁、玻利維亞西部、智利北部、阿根廷西北部邊境的極小部分。其中大部分位於國際日期變更線以東，在5月30日看到日食，剩下的部分在5月31日看到日食。

### 基本參數
- 類型：日全食
- 食甚中心處（位於馬克薩斯群島東北約900公里的太平洋）資料：
  - 時間：1965年5月30日21:16:54.6
  - 地點：2°28.1′S 133°50.8′W / 2.4683°S 133.8467°W
  - 食分：1.0544（全食帶內最大）
  - 日全食持續時間：5分15.5秒

## 觀測
新西兰、澳大利亚、英国、美国、德国、日本、苏联等國均派觀測隊到库克群岛的馬努瓦埃環礁觀測了此次日全食。新西兰政府調配了船隻將乘客從库克群岛首府阿瓦魯阿所在的拉羅湯加島運送到馬努瓦埃環礁。該環礁面積共有1524公頃，只有少數做椰肉的工人常住當地。而在日全食期間，環礁上僅科學家就有85名，此外還有他們的助手。然而，在日食期間太阳被雲層遮擋，觀測未獲成功。而在新西兰北島的北部，日全食發生在當地時間5月31日日出後不久，儘管在前一天傍晚天空中有一些雲，最終還是成功看到了日全食。此外還有科學家向空中發射火箭，以獲得高空的觀測資料。

## 相關的日食

### 1964-1967年的日食
月球交替位於相對的月球交點時，以半個交點年（食年），即約177天又4小時間隔出現下列日食。
註：1964年1月14日和1964年7月9日的日偏食屬於上一組交點年系列。
| 升交點   | 升交點                   |          | 降交點                   | 降交點 |
| 沙羅周期 | 地圖                     | 沙羅周期 | 地圖                     |        |
| 117      | 1964年6月10日 偏食（南） | 122      | 1964年12月4日 偏食（北） |        |
| 127      | 1965年5月30日 全食       | 132      | 1965年11月23日 環食      |        |
| 137      | 1966年5月20日 環食       | 142      | 1966年11月12日 全食      |        |
| 147      | 1967年5月9日 偏食（北）  | 152      | 1967年11月2日 全食       |        |

### 沙羅周期
沙羅週期長度為18年11天。本次日食屬於沙羅週期127，共包含82次日食，依次為991年10月10日至1334年5月4日的20次日偏食、1352年5月14日至2091年8月15日的42次日全食、2109年8月26日至2416年2月29日的20次日偏食，總共歷時1460.44年。其中最長的全食發生於1532年8月30日，共持續了5分40秒。
下表列舉了1901年至2100年間發生的屬於該周期的日食，是第52至62次：
| 52            | 53            | 54            |
| ------------- | ------------- | ------------- |
| 1911年4月28日 | 1929年5月9日  | 1947年5月20日 |
| 55            | 56            | 57            |
| 1965年5月30日 | 1983年6月11日 | 2001年6月21日 |
| 58            | 59            | 60            |
| 2019年7月2日  | 2037年7月13日 | 2055年7月24日 |
| 61            | 62            |               |
| 2073年8月3日  | 2091年8月15日 |               |

## 資料來源
1. ↑  樊忠玉. . 中国天文科普网.   [2016-03-24]. （原始内容存档于2014-09-17）.
2. 1 2  Fred Espenak. . NASA Eclipse Web Site.   [2016-03-24]. （原始内容存档于2020-10-20）.（英文）
3. ↑  Fred Espenak. . NASA Eclipse Web Site.   [2016-03-24]. （原始内容存档于2020-10-24）.（英文）
4. ↑  Xavier M. Jubier. .   [2016-03-24]. （原始内容存档于2019-10-19）.（法文）（英文）
5. ↑  Fred Espenak. . NASA Eclipse Web Site.   [2016-03-24]. （原始内容存档于2008-08-29）.（英文）
6. ↑  .   [2016-03-27]. （原始内容存档于2019-11-28）.（英文）
7. ↑  . NZ On Screen.   [2016-03-27]. （原始内容存档于2020-10-01）.（英文）
8. ↑  Fred Espenak. . NASA Eclipse Web Site.（英文）

## 外部連結
- NASA日食專頁（页面存档备份，存于）（英文）
- 可見區域圖和時間統計：由弗雷德·埃斯佩纳克做出的日食預報，NASA/GSFC
  - Google互動地圖呈現的日食範圍
  - 貝塞爾元素
- Google地圖顯示的日全食和日偏食範圍（页面存档备份，存于）（法文）（英文）

| \| \| 日食 \|                             |                              |                                            |
| 上一次日食： 1964年12月4日日食 （日偏食） | 1965年5月30日日食 （日全食） | 下一次日食： 1965年11月23日日食 （日環食） |
| 上一次日全食： 1963年7月20日日食          | 1965年5月30日日食 （日全食） | 下一次日全食： 1966年11月12日日食          |
|                                           | 日食                         |                                            |